# Orcheston
Orcheston – wieś w Anglii, w hrabstwie Wiltshire. Leży 18 km na północny zachód od miasta Salisbury i 129 km na zachód od Londynu. Miejscowość liczy 130 mieszkańców.